# Wielki Upłaz

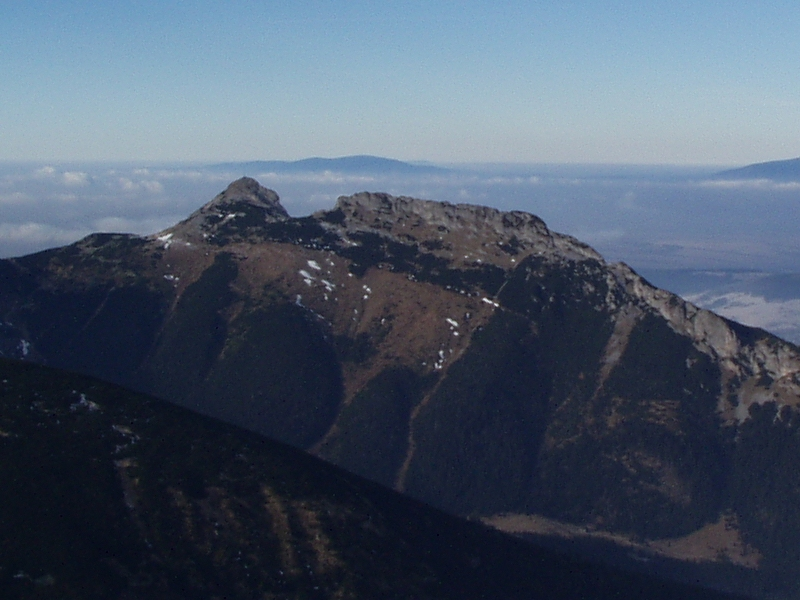
Wielki Upłaz na południowych zboczach masywu Giewontu

Wielki Upłaz – trawiaste połacie południowego stoku masywu Giewontu, dawniej wypasane (wchodziły w skład Hali Kondratowej), a pierwotnie porośnięte kosówką, która obecnie rośnie powyżej i poniżej Wielkiego Upłazu. Z upłazu do Doliny Małego Szerokiego i Piekła opadają kolejno od zachodu Kurski Żleb, Świński Żleb (pod wierzchołkiem Wielkiego Giewontu), Koński Żleb (poniżej Szczerby), Krówski Żleb, Suchy Żleb, Urwany Żleb i Żleb z Wrótek. Upłaz rozciąga się ok. 200–400 m ponad dnem Doliny Kondratowej.